# Boiler Room

Logo de Boiler Room.

Boiler Room est le nom d'un projet londonien lancé en mars 2010 qui organise des concerts et DJ sets à audience réduite et les diffuse sur Internet (d'abord via Ustream puis via YouTube et Dailymotion), où les internautes peuvent commenter en direct,,. Sa programmation musicale était à l'origine axée sur la musique de danse telle que le garage, la house, la techno et le dub, mais elle s'est ensuite étendue au grime, hip hop, jazz et à la musique classique,.

## Historique

### Naissance
Initialement conçu en complément à un magazine intitulé Platform, il a progressivement gagné en importance, s'est étendu géographiquement, et possède aujourd'hui des antennes à Los Angeles, New York (depuis juin 2012) Berlin (depuis septembre 2012) ainsi que Londres, Amsterdam, Paris, Mexico City, São Paulo, Barcelone, Melbourne, Madrid, Tokyo, Toronto, Manchester, Bristol, Johannesburg, Chicago et Lisbonne. À ses débuts, Boiler Room est spécialisé dans la musique underground londonienne, mais au fil du temps, sa programmation se diversifie. De grands noms comme Laurent Garnier, Sven Vath, Richie Hawtin, Carl Cox, Ellen Allien, Michael Mayer, Marcel Dettmann, Ben Klock, Kerri Chandler, Kaytranada, Ricardo Villalobos, Levon Vincent, Breakbot, Peggy Gou, Fred Again, par exemple, ont déjà mixé dans la « Boiler Room » (nom donné aux centres d'appels ou « call centers », en référence au bâtiment qui a accueilli les premières performances), et plusieurs festivals (notamment SXSW et Sónar) ont déjà invité des artistes à se produire en direct avec Boiler Room. Le site affirme en 2015 avoir enregistré 3,5 milliards de minutes d'écoutes cumulées depuis sa création.

### Rachat par DICE
En 2021, la plateforme de billetterie DICE a racheté Boiler Room pour un montant non divulgué, après avoir levé 122 millions de dollars.

### Rachat par Superstruct Entertainment
En janvier 2025, Superstruct Entertainment (appartenant depuis juin 2024 à KKR) acquiert Boiler Room auprès de DICE.

## Équipe dirigeante
- Blaise Bellville : Fondateur et directeur général (CEO)
- Thris Tian : Directeur musical pour l'Europe, le Moyen-Orient et l'Afrique
- Steven Appleyard : Directeur du développement